# Sjösättning. Skagen
Sjösättning. Skagen (danska: Båden sættes i søen. Skagen) är en oljemålning från 1884 av den svenske konstnären Oscar Björck. Målningen tillhör Skagens Museum i Danmark.
Under några somrar i början av 1880-talet bodde Björck i Skagen och arbetade med ett franskinspirerat realistiskt friluftsmåleri. Sjösättning. Skagen är hans största målning från denna tid. Motivet är lokala fiskare och i förgrunden syns Ole Svendsen som också förekommer i flera av Michael Anchers målningar från Skagen.  

## Bilder

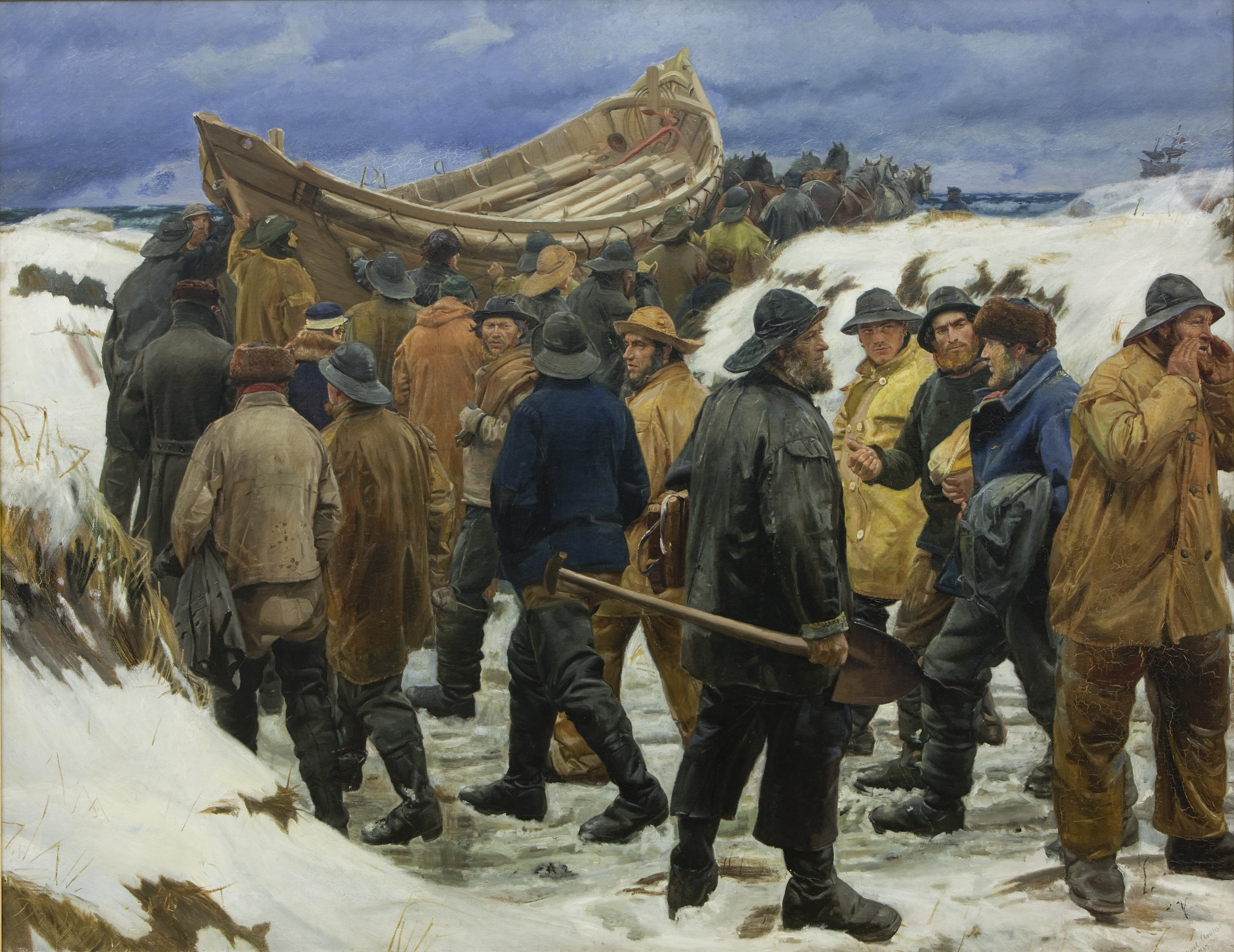
Redningsbåden køres gennem klitterne av Michael Ancher (1883), Statens Museum for Kunst.
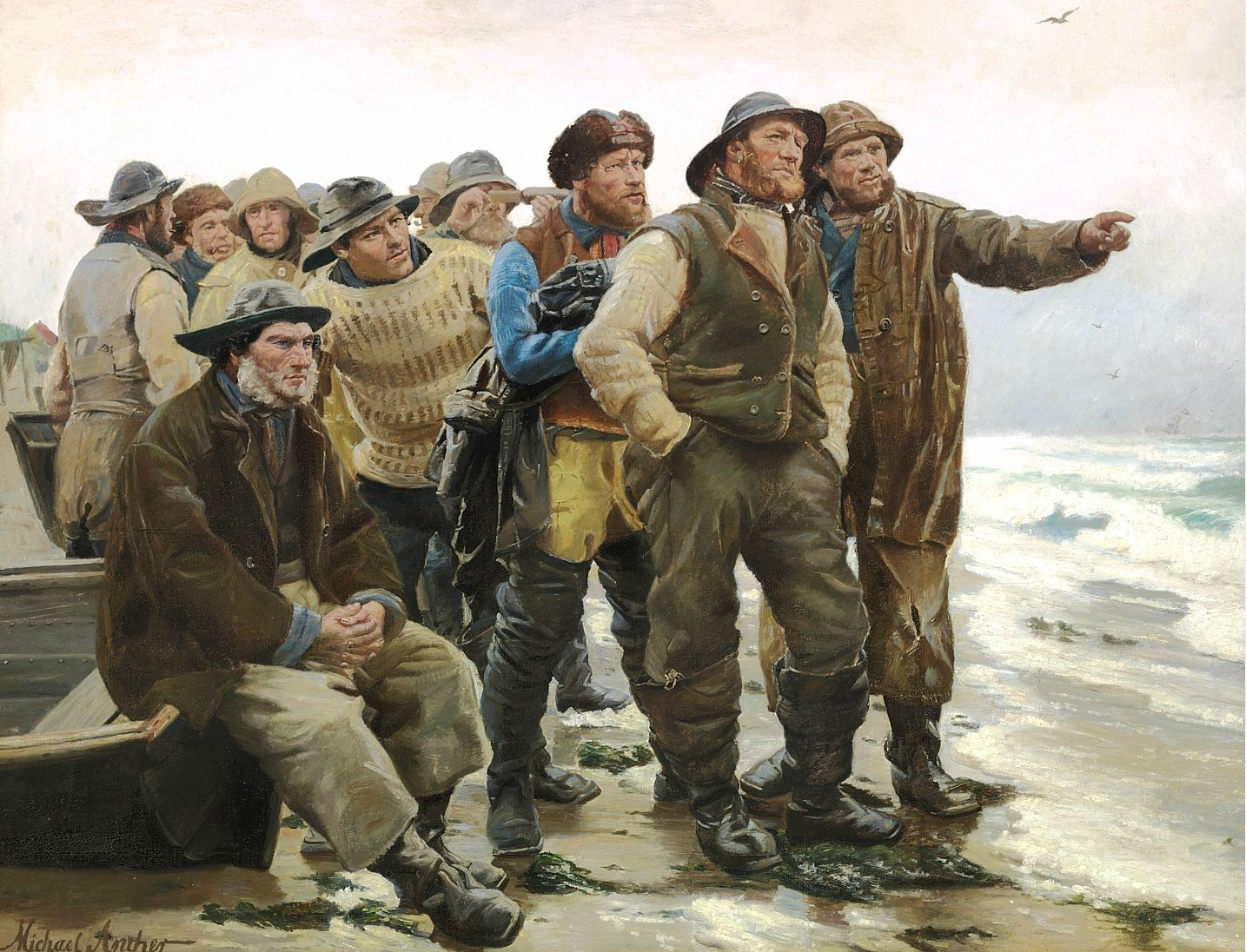
Vil han klare pynten? av Michael Ancher (1885), Skagens Museum.